# 霍莉·邁克爾斯
霍莉·邁克爾斯（英語：Holly Michaels，1990年8月16日—），是一位美國女色情演員與模特兒，出生於亞利桑那州鳳凰城。

## 經歷
十幾歲時就開始從事模特兒的工作，直到2010年開始從事色情演員的工作，目前在成人模特經紀公司FTV工作，並與著名的色情行業簽約，如Brazzers、Naughty America和Reality Kings，製作了超過50部色情片。

## 外部連結
- 霍莉·邁克爾斯的X（前Twitter）
- Holly Michaels在互联网电影资料库（IMDb）上的資料（英文）
- 霍莉·邁克爾斯在網際網路成人電影資料庫
- 成人電影資料庫上霍莉·邁克爾斯的资料（英文）